# ドク・ホリディ (映画)
『ドク・ホリディ』（Doc）は、1971年に公開されたアメリカ合衆国の西部劇映画。
「OK牧場の決闘」の関係者の一人であるドク・ホリディの物語を、アメリカン・ニューシネマの視点で描く。
出演ステイシー・キーチ、フェイ・ダナウェイ、ハリス・ユーリンほか。 監督フランク・ペリー。脚本ピート・ハミル。映画は主に、スペインのアルメリアで撮影された。上映時間96分。

## キャスト
| 役名                 | 俳優                         | 日本語吹替                                       |
| 役名                 | 俳優                         | TBS版                                            |
| -------------------- | ---------------------------- | ------------------------------------------------ |
| ドク・ホリディ       | ステイシー・キーチ           | 納谷悟朗                                         |
| ケイト・エルダー     | フェイ・ダナウェイ           | 平井道子                                         |
| ワイアット・アープ   | ハリス・ユーリン             | 内海賢二                                         |
| アイク・クラントン   | マイケル・ウィットニー       | 田中信夫                                         |
| キッド               | デンヴァー・ジョン・コリンズ | 古川登志夫                                       |
| クラム               | ダン・グリーンバーグ         | 安原義人                                         |
| バートレット         | ジョン・スキャンロン         | 加藤正之                                         |
| ビーハン             | リチャード・マッケンジー     | 岸野一彦                                         |
| ヴァージル・アープ   | ジョン・ボトムズ             | 阪脩                                             |
| モーガン・アープ     | フィル・シャファー           | 黒部鉄                                           |
| ジェームズ・アープ   | フェルディナンド・ゾグバウム | 松田重治                                         |
| マティー・アープ     | ペネロープ・アレン           | 鈴木れい子                                       |
| アレイ・アープ       | ヘディ・ソンターク           | 種谷アツ子                                       |
| フランク・マクロリー | ジェームズ・グリーン         | 牛山茂                                           |
| コンチャ             | アントニア・レイ             | 中島喜美栄                                       |
| ジョニー・リンゴ     | フレッド・デニス             | 叶年央                                           |
| ビリー               | ブルース・M・フィシャー      | 松田重治                                         |
| 日本語版スタッフ     |                              |                                                  |
| 演出                 | 演出                         | 中野寛次                                         |
| 翻訳                 | 翻訳                         | 飯嶋永昭                                         |
| 効果                 | 効果                         | 芦田公雄                                         |
| 調整                 | 調整                         | 山下欽也                                         |
| 制作                 | 制作                         | 東北新社                                         |
| 解説                 | 解説                         | 荻昌弘                                           |
| 初回放送             | 初回放送                     | 1977年11月14日 『月曜ロードショー』 正味94分26秒 |